# SOTUS: The Series
SOTUS: The Series (tiếng Thái: พี่ว้ากตัวร้ายกับนายปีหนึ่ง; RTGS: Phi Wak Tua-rai Kap Nai Pi Nueng) là một bộ phim BL Thái Lan do GMMTV sản xuất, và được đạo diễn bởi Uphold Tradition, với sự tham gia của Prachaya Ruangroj và Perawat Sangpotirat. Bộ phim dựa trên tiểu thuyết mang tên "SOTUS พี่ว้ากตัวร้ายกับนายปีหนึ่ง" của BitterSweet  và được quay chủ yếu ở Thái Lan.
8 tập đầu tiên của phim được phát sóng từ ngày 20 tháng 8 năm 2016 đến ngày 8 tháng 10 năm 2016. Sau khi vua Bhumibol Adulyadej qua đời, bộ phim đã bị ngừng phát sóng theo lệnh của chính phủ trong thời gian 30 ngày quốc tang. 8 tập còn lại đã được phát sóng từ ngày 19 tháng 11 năm 2016 đến ngày 14 tháng 1 năm 2017 (trước đó dự tính ngày phát sóng tập cuối là ngày 3 tháng 12 năm 2016). Bộ phim được phát sóng vào thứ Bảy hàng tuần trên kênh One 31 của GMM Grammy, phát lại trên LINE TV.
Đầu tháng 3 năm 2017, GMMTV đã công bố phần tiếp theo mang tên SOTUS S: The Series. Theo đó, cả Prachaya Ruangroj và Perawat Sangpotirat đều tham gia dự án này với vai trò diễn viên chính. Phần tiếp theo này được phát sóng vào ngày 9 tháng 12 năm 2017.

## Nội dung
Bánh răng là biểu tượng của Khoa Kỹ thuật. Nó là bộ phận quan trọng giúp các thiết bị đơn giản có thể hoạt động được (ví dụ: đồng hồ). Nếu một bánh bị hỏng, thiết bị đó sẽ ngừng hoạt động. Là sinh viên khoa Kỹ thuật, ai cũng phải sở hữu một "Bánh răng". Tuy nhiên, để có được nó, tất cả sinh viên năm nhất khoa này phải trải qua chế độ chào đón tân sinh viên SOTUS (viết tắt của Seniority, Order, Tradition, Unity, và Spirit). Sinh viên năm ba Arthit (Perawat Sangpotirat), là trưởng nhóm Giáo dục đàn em của chế độ SOTUS này và thường lạm dụng chế độ SOTUS để khiến sinh viên năm nhất làm những điều vô lý, bất thường. Các sinh viên năm nhất đều bất lực trong việc chống lại bất kỳ mệnh lệnh nào được đưa ra bởi các đàn anh. Cho đến khi Kongpob (Prachaya Ruangroj) là người duy nhất kiên quyết đứng lên chống lại chế độ SOTUS. Điều này làm cho mối quan hệ giữa Kongpob và Arthit trở nên vô cùng căng thẳng, tuy nhiên, dần dần giữa hai người đã xuất hiện tình cảm lúc nào không hay.

## Diễn viên

### Diễn viên chính
- Perawat Sangpotirat (Krist) vai Arthit Rojnapat
- Prachaya Ruangroj (Singto) vai Kongpob

### Diễn viên phụ
- Thitipoom Techaapaikhun (New) vai M
- Neen Suwanamas (Neen) vai May
- Teerapat Lohanan (Fluke) vai Wad
- Chanagun Arpornsutinan (Gunsmile) vai Prem
- Korn Khunatipapisiri (Oaujun) vai Tew
- Jumpol Adulkittiporn (Off) vai Bright
- Naradon Namboonjit (Prince) vai Oak
- Ployshompoo Supasap (Jan) vai Praepailin
- Maripha Siripool (Wawa) vai Ma-prang
- Ittikorn Kraicharoen (Ice) vai Knot
- Khamchoo Natthawaranthorn (Onew) vai Tutah
- Alice Tsoi (Alice) vai Namtarn
- Jirakit Kuariyakul (Toptap) vai Jay

### Diễn viên khác
- Phurin Ruangvivatjarus (M) vai Tee
- Thanapas Suttichannapa (M) vai Dear
- Pongpol Saneewong Na Ayutaya (Arm) vai Yacht
- Nokkaew Worakamon (Kim) vai Tim
- Khemmika Layluck (Ksmile) vai Khao Fang
- Boochita Pitakard (Pam-Pam) vai Ple
- Pitiwat Chaimongkol (Aor) vai Tum

## Nhạc phim
| Tên bài hát                         | Thể hiện     |
| ----------------------------------- | ------------ |
| โซซัดโซเซ (Stumbling in Destitution) | Keng Tachaya |
| ความลับในใจ (The Secret in My Heart) | Gun & Amp    |

## Thông báo
- Vào đầu mỗi tập phim, có một thông báo nói rằng các hoạt động "dạy dỗ đàn em" có trong phim đã được phóng đại nhằm mục đích giải trí.

## Phần tiếp theo
Với sự đón nhận tích cực từ công chúng, phần thứ hai của phim đã được GMMTV công bố và Prachaya Ruangroj và Perawat Sangpotirat đều sẽ quay trở lại đảm nhận vai chính. Phần tiếp theo mang tên SOTUS S: The Series được phát sóng vào ngày 9 tháng 12 năm 2017 và lấy bối cảnh 2 năm sau phần đầu tiên. Lúc này, Arthit hiện đang làm việc trong một công ty và Kongpob trở thành người trưởng nhóm Giáo dục đàn em.

## Giải thưởng
| Năm  | Giải thưởng                        | Hạng mục                              | Người nhận                | Kết quả   |
| ---- | ---------------------------------- | ------------------------------------- | ------------------------- | --------- |
| 2017 | V-Chart Awards 2017                | Nghệ sĩ được giới thiệu bởi YinYueTai | Krist Perawat Sangpotirat | Đoạt giải |
| 2017 | V-Chart Awards 2017                | Nghệ sĩ được giới thiệu bởi YinYueTai | Singto Prachaya Ruangroj  | Đoạt giải |
| 2017 | V-Chart Awards 2017                | Nghệ sĩ mới nổi bật                   | Singto Prachaya Ruangroj  | Đoạt giải |
| 2017 | Maya Awards 2017                   | Cặp đôi của năm                       | Krist Perawat Sangpotirat | Đoạt giải |
| 2017 | Maya Awards 2017                   | Cặp đôi của năm                       | Singto Prachaya Ruangroj  | Đoạt giải |
| 2017 | Maya Awards 2017                   | Diễn viên mới nổi bật                 | Singto Prachaya Ruangroj  | Đoạt giải |
| 2017 | Kom Chad Leuk Awards lần thứ 14    | Diễn viên nổi bật nhất                | Krist Perawat Sangpotirat | Đề cử     |
| 2017 | Kom Chad Leuk Awards lần thứ 14    | Diễn viên nổi bật nhất                | Singto Prachaya Ruangroj  | Đoạt giải |
| 2017 | KAZZ Awards 2017                   | Kazz Magazine's Sweetheart            | Krist Perawat Sangpotirat | Đoạt giải |
| 2017 | KAZZ Awards 2017                   | Kazz Magazine's Sweetheart            | Singto Prachaya Ruangroj  | Đoạt giải |
| 2017 | KAZZ Awards 2017                   | Diễn viên mới nổi bật                 | Krist Perawat Sangpotirat | Đoạt giải |
| 2017 | Attitude Magazine Awards lần thứ 6 | Cặp đôi được yêu thích nhất           | Krist Perawat Sangpotirat | Đoạt giải |
| 2017 | Attitude Magazine Awards lần thứ 6 | Cặp đôi được yêu thích nhất           | Singto Prachaya Ruangroj  | Đoạt giải |
| 2017 | Attitude Magazine Awards lần thứ 6 | Phim truyền hình được yêu thích nhất  | SOTUS: The Series         | Đoạt giải |